# Sous le vent
Sous le vent è un brano registrato dai cantanti canadesi Garou e Céline Dion, inserito in Seul (2000), primo album in studio di Garou e pubblicato come terzo singolo promozionale. La canzone scritta da Jacques Veneruso, autore di alcune canzoni della Dion come Tout l'or des hommes e Je ne vous oublie pas, è stata pubblicata il 29 ottobre 2001 in Francia e nel resto d'Europa.
Sous le vent successivamente è stato inserito anche nella raccolta dei più grandi successi in francese di Céline Dion, On ne change pas (2005).

## Contenuti e videoclip musicale
Il singolo fu rilasciato in Europa e Francia nell'autunno del 2001 in un disco contenente come traccia lato B il brano Au plaisir de ton corps.
La canzone è stata pubblicata sull'edizione britannica del singolo A New Day Has Come come traccia secondaria. Nel 2005 il brano è presente nella compilation francese 500 Choristes Avec....
Il videoclip musicale di Sous le vent è stato diretto da Istan Rozumny il 9 agosto 2001 e pubblicato il 4 settembre 2001. Il videoclip è stato incluso nella raccolta video della Dion On change pas (DVD). Nel 2000 fu realizzato un altro videoclip che mostra entrambi gli artisti durante la sessione di registrazione in studio del brano.

## Successo commerciale e riconoscimenti
La canzone divenne un successo strepitoso nei paesi francofoni, raggiungendo la prima posizione in Francia (3 settimane) e Belgio (1 settimana) e la numero 2 in Svizzera. Il singolo fu certificato disco di diamante in Francia (750.000 copie), disco di platino in Belgio (50.000) e Svizzera (40.000). Ad agosto 2014, Sous le vent risulta essere il 70° singolo più venduto del XXI secolo in Francia, con 352.000 copie vendute.
In Canada il singolo raggiunse la top 15 mentre in Québec entrò in classifica il 20 ottobre 2001 e salì in testa rimanendovi per tre settimane e trascorrendo in totale trentadue settimane.
Nel 2002 Sous le vent vinse l'NRJ Music Award nella categoria Miglior Duo/Gruppo Francofono dell'Anno e il Victoire de la musique come Canzone Originale dell'Anno. La canzone ottenne anche due nomination ai Félix Award: la canzone più popolare dell'anno e il video dell'anno.

## Interpretazioni dal vivo e pubblicazioni
Garou e Céline Dion interpretarono varie volte la canzone in duetto dal vivo. Nel 2001 si esibirono durante la cerimonia di premiazione degli ADISQ mentre un'altra performance nota fu quella attuata durante il concerto celebrativo del 400º anniversario di Québec City, dove la Dion si esibì di fronte a 250.000 spettatori. Il duetto fu registrato e pubblicato sul DVD Céline sur les Plaines (2008). Nel marzo 2002 Céline fu ospitata da Garou per esibirsi insieme durante il concerto al Palais Omnisports de Paris-Bercy; l'esibizione è presente nel DVD Live à Bercy (2002). Nel 2007 Céline e Garou si esibirono al Sainte-Justine Private Benefit Show insieme al piccolo Francis Bernier.
Entrambi gli artisti cantarono il brano insieme ad altri cantanti come Marc Dupré con cui Céline nel 2005 registrò Tout près du bonheur.

## Formati e tracce
CD Singolo (Europa) (Columbia: 672099 2)
1. Sous le vent (feat. Céline Dion) – 3:30 (Jacques Veneruso)
2. Au plaisir de ton corps – 4:38 (Luc Plamondon, Aldo Nova, R. Virag)
3. Sous le vent (feat. Céline Dion) (Video Clip) – 3:30

CD Singolo Promo (Francia) (Columbia: SAMPCS10427)
1. Sous le vent (feat. Céline Dion) – 3:30 (Veneruso)

CD Singolo (Francia) (Columbia: COL 672099 1)
1. Sous le vent (feat. Céline Dion) – 3:30 (Veneruso)
2. Au plaisir de ton corps – 4:38 (Plamondon, Nova, Virag)

LP Singolo Promo 12" (Francia) (Columbia: samplp10668)
1. Sous le vent (feat. Céline Dion) – 3:30 (Veneruso)

## Classifiche

### Classifiche settimanali
| Classifica (2001-2002)                    | Posizione massima raggiunta |
| ----------------------------------------- | --------------------------- |
| Belgio Vallonia (Ultratop 50)             | 1                           |
| Canada (Billboard Canadian Singles Chart) | 14                          |
| Europa (Eurochart Hot 100 Singles)        | 6                           |
| Francia (SNEP)                            | 1                           |
| Paesi Bassi (Single Top 100)              | 78                          |
| Polonia (Polish Music Charts)             | 6                           |
| Québec (ADISQ)                            | 1                           |
| Svizzera (Schweizer Hitparade)            | 2                           |

### Classifiche di fine anno
| Classifica (2001)                                                       | Posizione |
| ----------------------------------------------------------------------- | --------- |
| Belgio Vallonia (Ultratop rapports annuels 2001 - Singles)              | 19        |
| Belgio Vallonia (Ultratop rapports annuels 2001 - Singles francophones) | 10        |
| Francia (SNEP, Classement Singles - année 2001)                         | 10        |
| Svizzera (Schweizer Jahreshitparade 2001)                               | 70        |
| Classifica (2002)                                                       | Posizione |
| Belgio Vallonia (Ultratop rapports annuels 2002 - Singles)              | 29        |
| Belgio Vallonia (Ultratop rapports annuels 2002 - Singles francophones) | 17        |
| Europa (Eurochart Hot 100 Singles 2002)                                 | 64        |
| Svizzera (Schweizer Jahreshitparade 2002)                               | 12        |

## Crediti e personale
Personale
- Mixato da - Humberto Gatica
- Musica di - Jacques Veneruso
- Produttore - Erick Benzi
- Produttore aggiuntivo - Humberto Gatica, Aldo Nova
- Produttore esecutivo - Vito Luprano
- Testi di - Jacques Veneruso

## Cronologia di rilascio
| Paese   | Data            | Formati |
| ------- | --------------- | ------- |
| Europa  | novembre 2001   | CD      |
| Francia | 29 ottobre 2001 | CD      |